# Windfall
Windfall é uma série de televisão dos Estados Unidos do canal NBC.

## Sinopse
A série série gira em torno de um grupo de 20 amigos que ganham o maior prêmio da história da loteria: US$ 386 milhões. “Windfall” mostra como essa sorte provoca uma reviravolta na vida deles. Cada um reage de uma maneira à nova situação financeira. Alguns enfrentarão crises conjugais, morais, jurídicas e até criminais.
O grupo é formado por Peter Schaefer (Luke Perry, “90210”) um marido dedicado à mulher, Nina (Lana Parrilla, “Boomtown”), que mantém uma relação complicada com Cameron Walsh (Jason Gedrick, “Boomtown”), casado com Beth (Sarah Wynter, “24 Horas”), uma mulher muito bonita que começa a desconfiar dos verdadeiros interesses do marido. E por Sean Mathers (D.J. Cotrona, “Skin”), para quem o prêmio pode significar a revelação de segredos do passado; Damien Cutler (Jon Foster, “Life as we know it”), um adolescente rebelde que com o prêmio pode se tornar independente dos pais; Frankie (Alice Greczyn), de 16 anos, que muda completamente quando a mãe fica milionária; Kimberly George (Malinda Williams, “Soul Food”), entregadora de pizzas, que com a loteria começa uma nova vida ao lado do filho; e a enfermeira Maggie Hernández (Jaclyn DeSantis, “Road Trip”), que usará o dinheiro para ajudar a pessoas carentes.

## Elenco
- Luke Perry - Peter Schaefer
- Lana Parrilla - Lana Schaefer
- Jason Gedrick - Cameron Walsh
- Sarah Wynter - Beth Walsh
- D.J. Cotrona - Sean Mathers
- Jon Foster - Damien Cutler
- Alice Greczyn - Frankie
- Malinda Williams - Kimberly George
- Jaclyn DeSantis - Maggie Hernández

## Recepção da crítica
Windfall teve recepção geralmente favorável por parte da crítica especializada. Com base de 10 avaliações profissionais, alcançou uma pontuação de 65% no Metacritic. 